# Effingen
Effingen is een plaats en voormalige gemeente in het Zwitserse kanton Aargau. Op 1 januari 2022 fuseerde de gemeente met Bözen, Elfingen en Hornussen tot de gemeente Böztal. Hierbij werd Effingen overgeheveld van het district Brugg naar het district Laufenburg.
Effingen telt 587 inwoners.

## Externe link

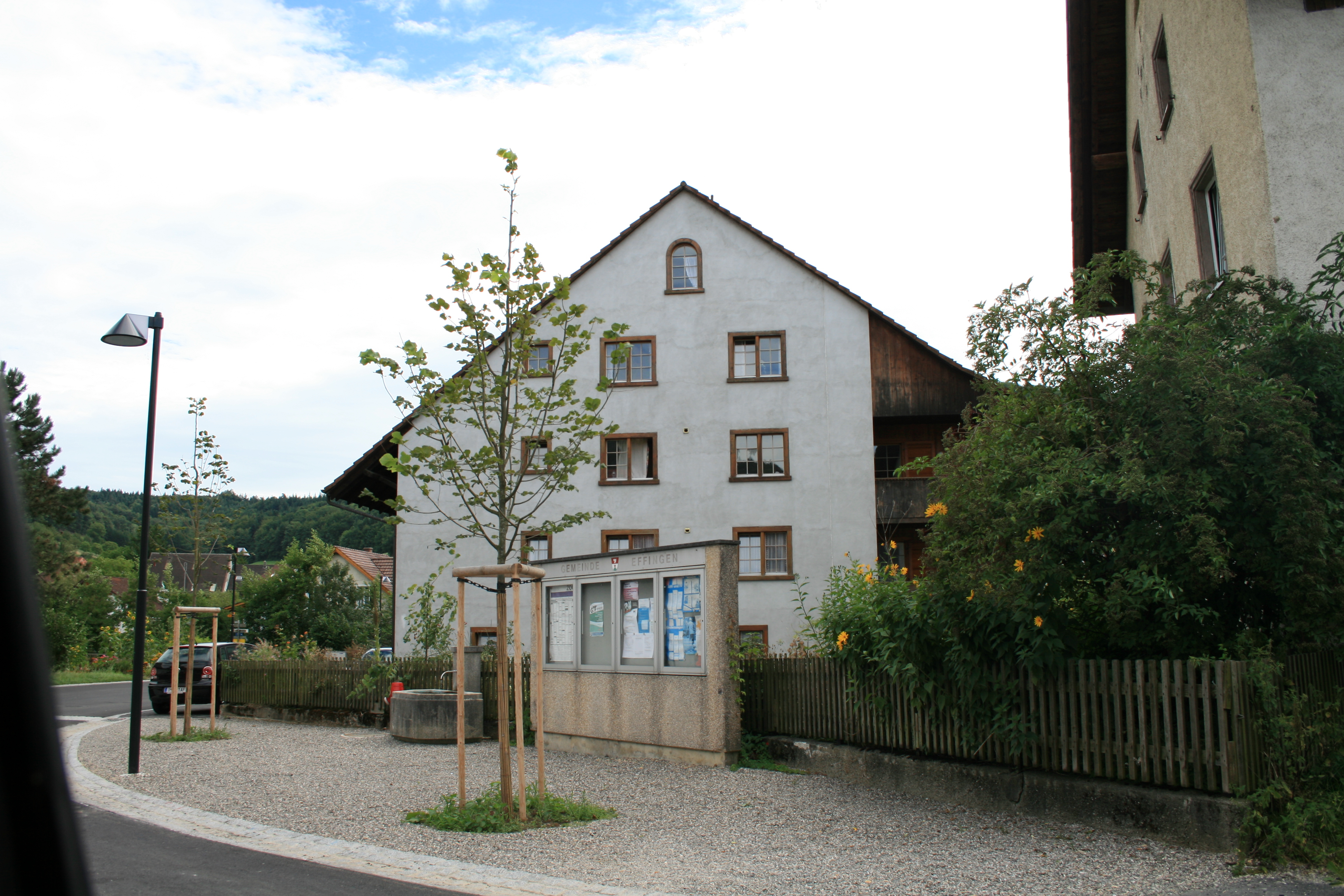
Effingen